# Andrzej Gawroński (językoznawca)
Andrzej Gawroński (ur. 20 czerwca 1885 w Genewie, zm. 11 stycznia 1927 w Józefowie k. Warszawy) – polski indolog i językoznawca, od 1916 profesor Uniwersytetów Jagiellońskiego oraz Lwowskiego, autor pierwszego polskiego podręcznika sanskrytu (1932).

## Życiorys
Syn Franciszka Rawity-Gawrońskiego (historyka, pisarza, publicysty) i Antoniny z Miłkowskich (nauczycielki, tłumaczki), wnuk Teodora Tomasza Jeża (Zygmunta Miłkowskiego), starszy brat pisarki Zofii Kozarynowej. Ukończył szkołę powszechną we Lwowie, gimnazja w Przemyślu i Lwowie oraz studia w dziedzinie językoznawstwa na Uniwersytecie Lwowskim (1902–1905) i Uniwersytecie w Lipsku (1905–1907). Od czasu studiów cierpiał na gruźlicę płuc, która stała się przyczyną jego śmierci w wieku niespełna 42 lat.
Na Uniwersytecie w Lipsku obronił doktorat (praca Sprachliche Untersuchungen über das Mr.cchakat.ika und das Daśakumāracarita, 1906) i został adiunktem w Katedrze Językoznawstwa Indoeuropejskiego Uniwersytetu Jagiellońskiego, a po habilitacji (praca Am Rande des Mr.cchakat.ika, 1912) - docentem w tej katedrze. W latach 1916–1917 profesor nadzwyczajny i kierownik Katedry Filologii Sanskryckiej UJ, od 1917 profesor zwyczajny i kierownik Katedry Językoznawstwa Porównawczego Uniwersytetu Lwowskiego. Prowadził wykłady z języka i historii dramatu sanskryckiego, gramatyki porównawczej języków indoeuropejskich oraz filologii staroindyjskiej.
Uczestnik obrony Lwowa i walk z Ukraińcami w 1918.
Był członkiem Polskiej Akademii Umiejętności (1921 członek korespondent, 1926 członek czynny), Towarzystwa Naukowego we Lwowie (1920 członek czynny), Towarzystwa Miłośników Języka Polskiego (1920), Polskiego Towarzystwa Orientalistycznego (1922 członek założyciel, 1922–1923 wiceprezes), Polskiego Towarzystwa Językoznawczego (1925 członek założyciel). Zainicjował działalność „Biblioteki Wschodniej” przy Zakładzie Narodowym im. Ossolińskich we Lwowie oraz Rocznika Orjentalistycznego (obecnie: Rocznik Orientalistyczny) i Instytutu Orientalistycznego na Uniwersytecie Lwowskim (1918).
Jego uczniami byli m.in. Eugeniusz Słuszkiewicz i Jerzy Kuryłowicz.

### Poliglota
Andrzej Gawroński był jednym z największych polskich poliglotów. Wiadomo, że władał co najmniej sześćdziesięcioma językami, choć współcześni mu naukowcy i przyjaciele twierdzili, że znał ich o wiele więcej. Według dostępnych relacji na uporczywe nagabywania znajomych powiedział kiedyś: „mówię i piszę w 40 językach, rozumiem zaś i czytam w około 100”. Zdanie to prowadzi do wniosku, że mógł znać 140 języków (przy interpretacji, że „100” znaczyło „jeszcze 100”, a nie „100 znam przynajmniej biernie, z tego 40 też czynnie”). Wśród nich były zarówno języki mu współczesne, jak i języki wygasłe, o zasięgu europejskim, azjatyckim i afrykańskim. W bibliotece, która została po jego śmierci, znaleziono książki w wielu językach. W większości z nich na marginesach były uwagi pisane ręką Gawrońskiego, zawsze w tym samym języku, w którym napisana była dana książka.

## O obcych wpływach w języku polskim
Gawroński nie był radykalnym purystą, nie zwalczał wyrazów obcych w języku polskim. Jednak był krytyczny wobec używania kalk językowych: „Natomiast tłumaczenie wyrazów i zwrotów obcych jest już o wiele wyraźniej i dobitniej szkodliwe. (…) Takie wyrazy i terminy polityczne jak mąż stanu (…) są wspólną własnością języków europejskich. Ale stanowczo źle jest, kiedy zalewają język podobne tłumaczenia z rosyjskiego, a zwłaszcza z niemieckiego. Z niemi (sic) bowiem sączą się w duszę polską nieznacznie ale nieuchronnie obce formułki i myślowe”.

## Ordery i odznaczenia
- Krzyż Komandorski Orderu Odrodzenia Polski (7 listopada 1925)[5]

## Publikacje
Ogłosił szereg prac naukowych, m.in.:
- w języku polskim:
  - O błędach językowych (Warszawa 1921)[6]
  - O podstawie psychologicznej zapożyczania wyrazów obcych (Kraków 1921)
  - Szkice językoznawcze (Warszawa 1928)[7]
  - Wartość uczuciowa deminutiwów (Kraków 1928)[8]
  - Początki dramatu indyjskiego a sprawa wpływów greckich (Kraków 1946)

- w językach obcych:
  - Sprachliche Untersuchungen über das Mṛcchakaṭika und das Daśakumāracarita (Leipzig 1907)[9]
  - Am Rande des Mṛcchakaṭika (ZDMG 65/1911)
  - The Date of Allahabad Stone Pillar Inscription of Samudragupta (Leipzig 1914)
  - Gleanings from Aśvaghoṣa's Buddhacarita (Rocznik Orjentalistyczny 1915)
  - The Digvijaya of Raghu and some Connected Problems (Rocznik Orjentalistyczny 1915)
  - Studies about Sanskrit Buddhist Literature (Kraków 1919)[10]
  - Notes sur les sources de quelques drames indiens (Kraków 1921)[11]
  - Notes on the Sāundarananda. Critical and Explanatory (Kraków 1922)[12]
  - Beginnings of Indian Drama and Problem of Greek Influence (Bhāratī 13/1968)

Przygotował także wiele przekładów, m.in. 
- Zarys filozofii indyjskiej, z dodatkiem o filozofii Wedanty i jej stosunku do metafizyki zachodniej Paula Deussena (Lwów 1914),
- Sādhana. Urzeczywistnienie życia Rabindranatha Tagore’a (1924)[13],
- Wybrane pieśni epiczne Aśwaghoszy (1926),
- Poezje wybrane Sandora Petofiego (1930),
- Wybrane czterowiersze (1933) i Rubajaty (1969) Omara Chajjama.

Jego Podręcznik Sanskrytu (wyd. pośmiertne: Kraków 1932); wznowienia (z erratą do wyd. 1): Lublin 1978, 1985; wydanie nowe, poprawione: opr. Marek Mejor i in., Warszawa 2004, 2009) pozostaje do dzisiaj podstawowym podręcznikiem akademickim sanskrytu w Polsce.